# Bema, Lombardiet
'Bema är en ort och kommun i provinsen Sondrio i regionen Lombardiet i Italien. Kommunen hade 123 invånare (2018).